# Никола Давидов
Никола Костов Давидов е български юрист и политик от Македония.

## Биография
Никола Давидов е роден на 25 август 1864 година в град Велес, тогава в Османската империя, днес в Северна Македония. Емигрира в Свободна България. В 1894 година завършва правни науки с четвъртия випуск на Висшето училище в София. В 1898 година завършва право в Женевския университет.  В 1911 година е избран за депутат в XV обикновено народно събрание.